# Bernard Pivot
Bernard Pivot (ur. 5 maja 1935 w Lyonie, zm. 6 maja 2024 w Neuilly-sur-Seine) – francuski dziennikarz, krytyk literacki i prezenter, prowadzący programy telewizyjne dotyczące kultury, członek Académie Goncourt.

## Życiorys
Urodził się w Lyonie, w rodzinie sprzedawców warzyw. Podczas II wojny światowej jego ojciec, Charles Pivot, był więziony w Niemczech, a matka wyprowadziła się do domu rodzinnego w Quincié-en-Beaujolais, gdzie Bernard Pivot uczęszczał do szkoły od 6 do 10 roku życia. W 1945, po zwolnieniu ojca więzienia, powrócił wraz z rodziną do Lyonu. W wieku 10 lat rozpoczął naukę w szkole katolickiej z internatem i tam odkrył swoje zamiłowanie do sportu, które stało się przyczyną niskich ocen ze wszystkich przedmiotów oprócz języka francuskiego i historii.
Jako licealista, a potem student, Pivot zapisał się w Paryżu do Centre de formation des journalistes (CFJ) w 1955. Tam poznał swoją przyszłą żonę, Monique Dupuis, z którą ma dwie córki, Agnès i Cécile. Po stażu w „Le Progrès” w Lyonie przez rok kształci się w kierunku dziennikarstwa ekonomicznego, a następnie przyłączył się do „Le Figaro littéraire” w 1958.
W 1970 prowadził codzienną audycję radiową, ani komiczną, ani poważną, poruszającą również tematy polityczne, takie jak ocena prezydentury George’a Pompidou. Po rozwiązaniu „Le Figaro littéraire” w 1971 został redaktorem naczelnym „Le Figaro”. Zrezygnował w 1974 po sporze z Jeanem d’Ormessonem. Jean-Louis Servan-Schreiber zaproponował mu wówczas współtworzenie czasopisma literackiego „Lire”, które zakłada rok później.
W międzyczasie, od kwietnia 1973 prowadzi program Ouvrez les guillemets w programie pierwszym telewizji francuskiej. W 1974 ORTF upada, a Bernard Pivot rozpoczyna program Apostrophes, którego pierwszy odcinek wyemitowano na France 2 10 stycznia 1975, zastępując prowadzony przez Marca Gilberta Italiques, w którym miał pierwszy występ w telewizji. Program Apostrophes był prowadzony aż do 1990 i został zastąpiony programem Bouillon de culture – program omawiający oprócz literatury również kino i sztukę. Ostatnia jego emisja w 2001 była ważnym wydarzeniem w świecie kultury i mediów.
W 1987 otrzymał Nagrodę Henri Desgrange’a przyznaną przez Académie des sports za kroniki sportowe.
Przez pewien czas pisał w Le Point cykl często o tematyce duchowej, o tytule, który może drażnić wielu czytelników Riez, nous ferons le reste (Śmiejcie się, a my zajmiemy się resztą).
Od stycznia 2002 do grudnia 2005, Bernard Pivot przedstawiał spotkania obcokrajowców, którzy zdecydowali się dodać elementy języka francuskiego i kultury francuskiej do ich ojczystej kultury. Są to portrety kobiet i mężczyzn, którzy rozwijają swoje „drugie ja”. Spektakl, zatytułowany Double je, był nadawany raz w miesiącu w niedzielny wieczór we France 2.
Był również kronikarzem literackim w Le Journal du Dimanche.
5 października 2004 został wybrany do Académie Goncourt. Jest to pierwszy członek, który nie jest pisarzem. Jego znaczenie w świecie krytyki literackiej wyjaśnia ten wyjątek.
W 2008 roku powrócił do TF1 w celu uczestnictwa w audycji specjalnej Français, la Grande interro! z Laurence’em Boccolinim i Jeanem-Pierre’em Foucaultem, w roli arbitra i „mistrza”, wyjaśniając gramatykę i wszystko, co trzeba było wiedzieć do udzielenia każdej odpowiedzi.
Otrzymał w 2009 nagrodę Alphonse’a Allais’go.

## Dyktanda
W 1985 Bernard Pivot zorganizował wraz z językoznawcą, Micheline Sommant dyktando w formie Mistrzostw Francji, które w 1988 stały się na okres czterech lat ogólnoświatowym konkursem ortograficznym. Obecnie zasięg tych dyktand (fr. Les Dicos d’or) jest ograniczony do Francji.
Zawody składają się z trzech etapów:
- Na wiosnę odbywają się eliminacje organizowane przez prasę, a zwłaszcza przez czasopismo „Lire” oraz niektóre podmioty, np. szkoły podstawowe. Mają formę testów wielokrotnego wyboru.
- Jesienią laureaci etapu pierwszego przechodzą eliminacje okręgowe do finału, a pytania są dyktowane.
- Zimą laureaci poszczególnych kategorii spotykają się w finale odbywającym się w określonym miejscu.

Uczestnicy dzieleni są na cztery kategorie: młodzież szkolną, juniorów, seniorów zawodowców i seniorów amatorów.
Uczestnictwo w Dicos d’or jest bezpłatne z wyjątkiem opłaty za kupno gazety zawierającej pytania.

## Wybrane dzieła
- L’Amour en vogue, powieść, Calmann-Lévy, 1959
- La vie oh là là !, pamiętniki, Grasset, 1966
- Les critiques littéraires, esej, Flammarion, 1968
- Opisy w albumie Beaujolaises, Chêne, 1978
- Le Football en vert, książka o A.S. Saint-Étienne, Hachette-Gamma, 1980
- Prezentacja Écrire, lire et en parler. Dix années de littérature mondiale en 55 interviews publiées dans Lire, pod redakcją Pierre’a Boncenne, Robert Laffont, 1985
- Wstęp w La Bibliothèque idéale, pod redakcją Pierre’a Boncenne, Nouvelle édition, 1988
- Le Livre de l’orthographe, présentation de Bernard Pivot, 1989
- Remontrance à la ménagère de moins de 50 ans, Plon, 1998
- Le métier de lire, réponses à Pierre Nora, Gallimard, 1990, Réédité et complété, Folio, czerwiec 2001
- Wstęp w Cuisine en famille Georges’a Blanca, Albin Michel, 1999
- 100 mots à sauver, Albin Michel, 2004
- Les Dictées de Bernard Pivot, Albin Michel, 2006
- Dictionnaire amoureux du vin, Plon, 2006
- 100 expressions à sauver, Albin Michel, 2008
- Les mots de ma vie, autobiografia, Albin Michel, 2011